# Muzeum v Bílsku-Bělé – Tkalcovský dům
Tkalcovský dům – tkalcovna, je pobočka Muzea v Bílsku-Bělé v jižním Polsku. Jedná se o zrekonstruovaný soukenický dům a dílnu z 18. století. Tkalcovna se nachází v Bílsku-Bělé na ulici Sobieského a je součástí Stezky dřevěné architektury ve Slezském vojvodství.

## Dům
Tkalcovský dům v Bílsku-Bělé se nachází na ulici Sobieského na  Górnym Przedmieściu (Horní předměstí), v dřevěném roubeném domě s charakteristickým zašalovaným podkrovím. Dům představuje unikátní příklad řemeslné architektury z 18. století, která byla zničena v době požárů města v letech 1808 a 1836.
Až do 20. století byla v domě soukenická dílna. Nejsou známy širší informace o vlastnících objektu, pravděpodobně to byly rodiny: Bartke (18. století) a Bathelt (19. století). Od roku 1873 vlastnil dům Carl Nowak, po jeho smrti jeho žena Marie. Na začátku 20. století byla zde ševcovská dílna Antona Polończyka, fungovala až do druhé světové války, a v poválečném období byl činžovním domem. V roce 1974 syn Antona, Viktor Polończyk, daroval dům do Skarbu Panstwa (Národní poklad) k muzejním účelům. Po dlouholetých konzervátorských a restaurátorských pracích v roce 1992 byl dům Oblastním muzeem v Bílsku-Bělé zpřístupněn veřejnosti.

## Expozice
Expozice muzea představuje vnitřek domu a dílny, který patří cechovnímu mistru, ve vrcholném období cechu. Ukazuje jeho fungování na přelomu 19. a 20. století, čili období zanikající ruční tvořivosti, které bylo od druhé poloviny 19. století velmi rychle vytlačováno mechanickými dílnami.
Dům je rozdělen stěnou na dvě části. Dílnu, která se nachází na levé straně, a na obytnou část, která je na pravé straně od vchodu do domu. Největší část zaujímá tkalcovna, ve které jsou umístěny především předměty vážící se k práci tkalce. Uprostřed nich je postaven bytelný tkalcovský stav z poloviny 18. století, které sloužilo k výrobě vlněných tkanin a také jsou zde předměty sloužící k přípravě a snování osnovy.
Část dílny sloužila jako kancelář, kde byly vyřizovány cechovní potřeby a kde se rozhodovalo v různých sporech a vášních mezi členy cechu. Jsou zde mimo jiné vystaveny cechovní dokumenty a památky, např. železná skříň, která sloužila jako "pancéřová" pokladna cechu. Místnost sloužila také jako ložnice a obývací místnost pro čeledína.
Z dílny přes frontální část síně vede cesta do kuchyně – místnosti, kde se soustředil život celé rodiny. Proto jsou vedle kuchyňského nádobí a náčiní také předměty denní potřeby, jsou zde předměty svázány s tkalcovstvím. Také je zde, menší tkalcovský stav, který pochází z 19. století, na kterém se provádí ukázka praktického tkaní pro návštěvníky. Vedle kuchyně je ložnice a místnost připomínající salon.